# Sojuz MS-04
Sojuz MS-04 byla ruská kosmická loď řady Sojuz. Dne 20. dubna 2017 ji vynesla nosná raketa Sojuz-FG z kosmodromu Bajkonur k Mezinárodní vesmírné stanici (ISS), kam dopravila dva členy Expedice 51. U ISS sloužila jako záchranná loď až do září 2017. Dne 3. září 2017 loď přistála v Kazachstánu.

## Posádka
Hlavní posádka:
- Fjodor Jurčichin (5), velitel, Roskosmos (CPK)
- Jack Fischer (1), palubní inženýr, NASA
- pouze přistání:  Peggy Whitsonová (3), palubní inženýr, NASA

V závorkách je uveden dosavadní počet letů do vesmíru včetně této mise.
Záložní posádka:
- Sergej Rjazanskij, Roskosmos, CPK
- Randolph Bresnik, NASA

## Sestavení posádky
Posádka pro loď Sojuz MS-04, to jest členové Expedice 51/52 na Mezinárodní vesmírnou stanici (ISS), která byla současně záložní Sojuz MS-02, byla zformována v červnu 2015 ve složení Alexandr Misurkin, Nikolaj Tichonov a Mark Vande Hei. Sloužila jako záložní při startu Sojuzu MS-02 19. října 2016. V srpnu 2016 však představitel Roskosmosu Sergej Krikaljov oznámil, že početnost posádky ruského segmentu ISS bude od jara 2017 snížena ze tří na dva kosmonauty. V souvislosti s tím byly posádky plánované na rok 2017 reorganizovány a 28. října 2016 Roskosmos oznámil jejich nové složení, přitom do Sojuzu MS-04 byli jmenováni Fjodor Jurčichin a Jack Fischer se zálohou Sergeje Rjazanského a Randolpha Bresnika.

## Průběh letu
Sojuz MS-04 vzlétl z Bajkonuru 20. dubna 2017, 07:13:44 UTC. Po šestihodinovém letu se připojil k Mezinárodní vesmírné stanici (ISS), ke stykovému uzlu modulu Poisk, a dvojice Jurčichin, Fischer rozšířila sestavu Expedice 51 na stanici.